# Conus orbignyi
Conus orbignyi is een in zee levende slakkensoort uit het geslacht Conus. De slak behoort tot de familie Conidae. Conus orbignyi werd in 1831 beschreven door Audouin. Net zoals alle soorten binnen het geslacht Conus zijn deze slakken roofzuchtig en giftig. Zij bezitten een harpoenachtige structuur waarmee ze hun prooi kunnen steken en verlammen.